# Орзолето (Римини)
Орзолето је насеље у Италији у округу Римини, региону Емилија-Ромања.
Према процени из 2011. у насељу је живело 476 становника. Насеље се налази на надморској висини од 17 м.